# Lieģi
Lieģi är en kommunhuvudort i Lettland.   Den ligger i kommunen Durbes novads, i den västra delen av landet, 170 km väster om huvudstaden Riga. Lieģi ligger 47 meter över havet och antalet invånare är 557.
Terrängen runt Lieģi är platt. Runt Lieģi är det glesbefolkat, med 18 invånare per kvadratkilometer. Närmaste större samhälle är Grobiņa, 11,4 km sydväst om Lieģi. Trakten runt Lieģi består till största delen av jordbruksmark.